# Höga stigen större 17

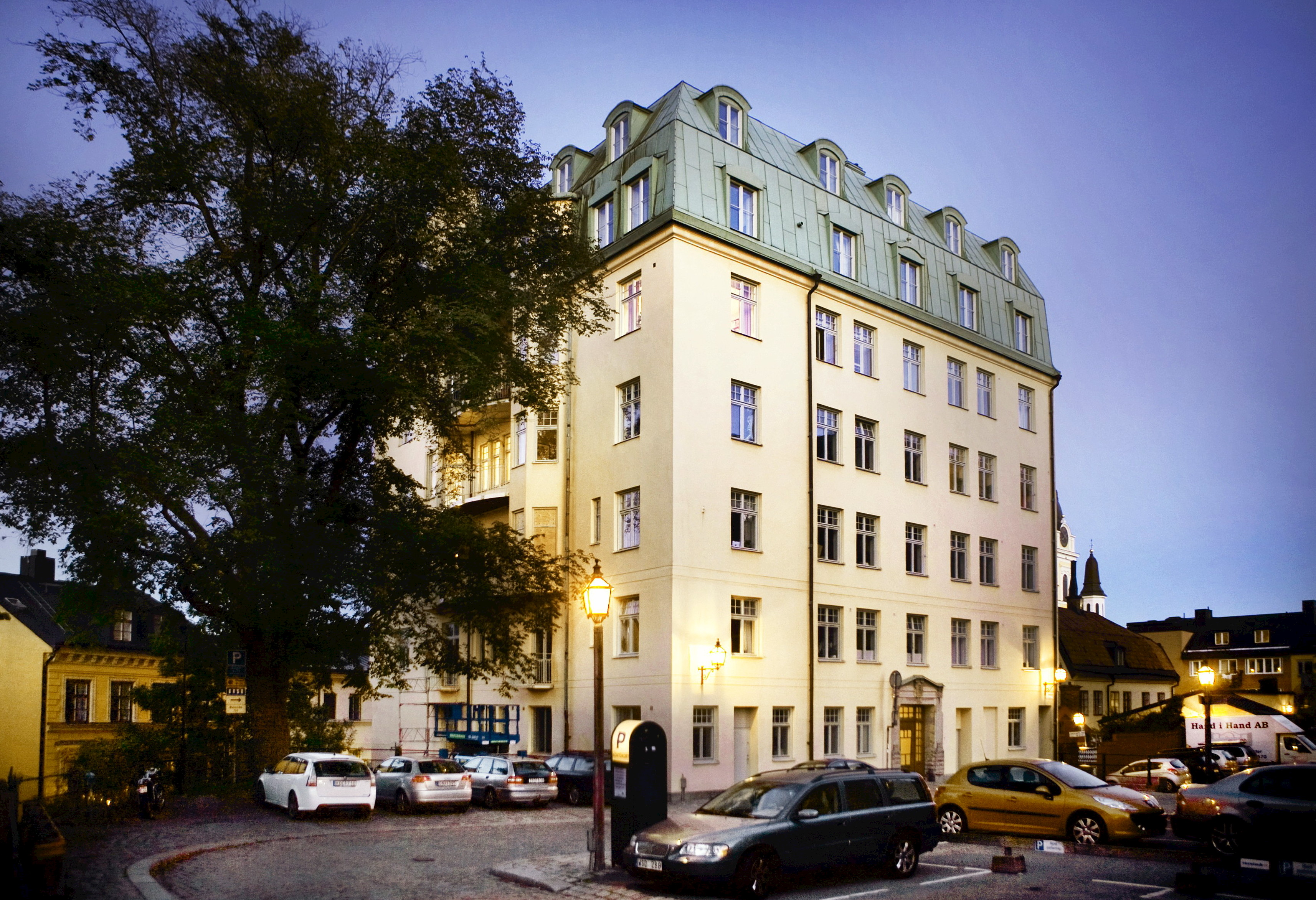
Fiskargatan 9 i september 2010.

Höga stigen större 17 är en bostadsfastighet vid Fiskargatan 9 på Södermalm i Stockholm. Byggnaden uppfördes 1907–1908 och kallades i folkmun ”Skandalhuset” eftersom den skymde Katarina kyrka på grund av sin höga höjd. Huset har även blivit känt för att den fiktiva romanfiguren Lisbeth Salander i Stieg Larssons Millenniumserie hade en bostad högst upp.

## Historik
Den jugendinspirerade byggnaden i kvarteret Höga stigen större stod färdig 1908 och ritades av arkitekt Knut Petersson (senare känt som Knut Perno). Beställare var AB F Perno och byggmästare A. Nordström. Huset blev ett påkostat bygge i fem våningar som tillsammans hade en höjd av 17 meter från marken (vid Fiskargatan) till takfoten. Därtill kom en hög, oinredd vind. På grund av sluttningen hade byggnaden mot norr och staden en höjd av drygt 22 meter (exklusive taket). Lägenheterna var stora och alla hade från början badrum och separat toalett och i trapphuset fanns en hiss. Fasaderna accentuerades av ett runt hörntorn, balkonger och burspråk.

## Ritningar

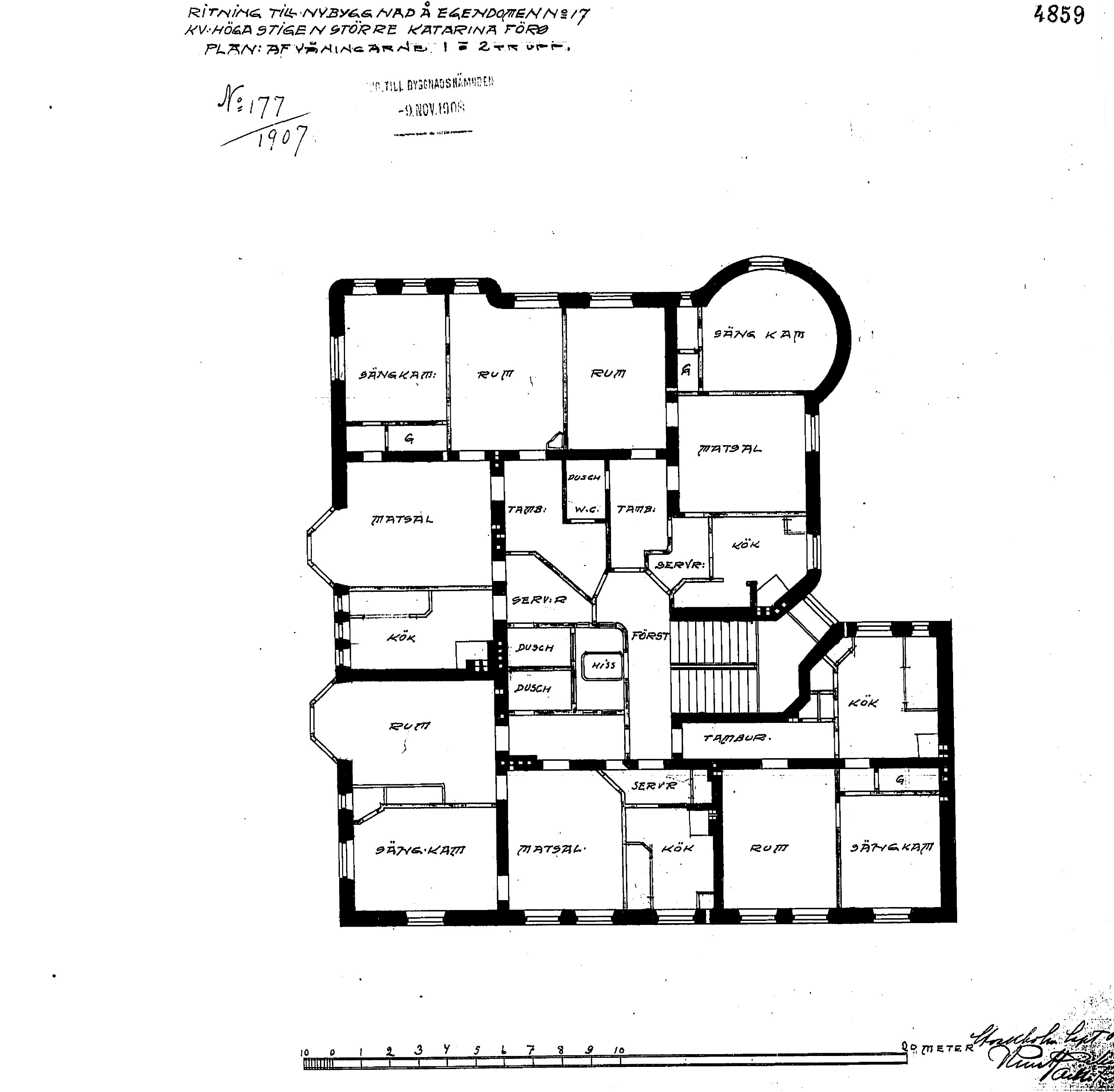
Våning 1 och 2 trappor.
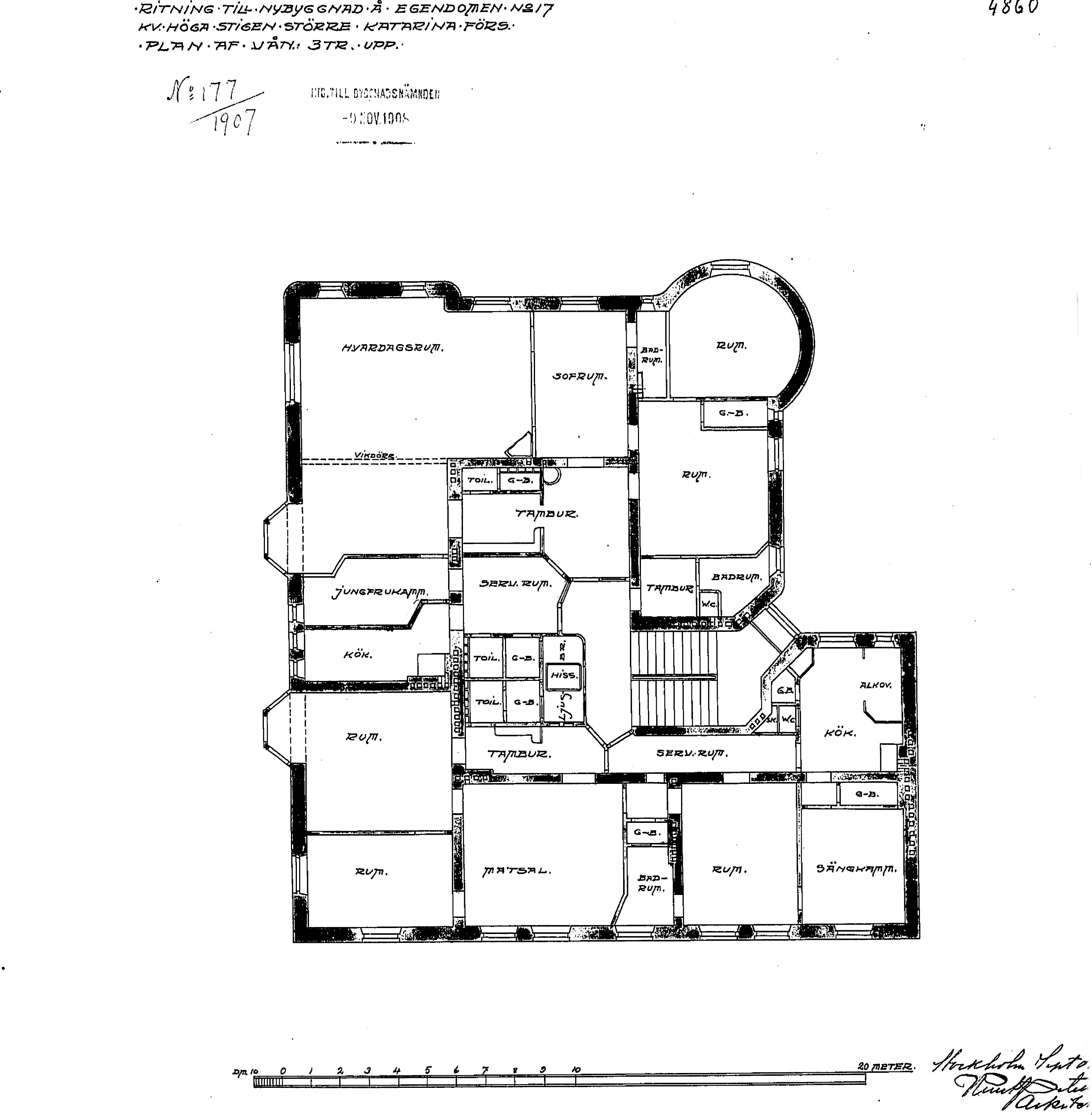
Våning 3 trappor.
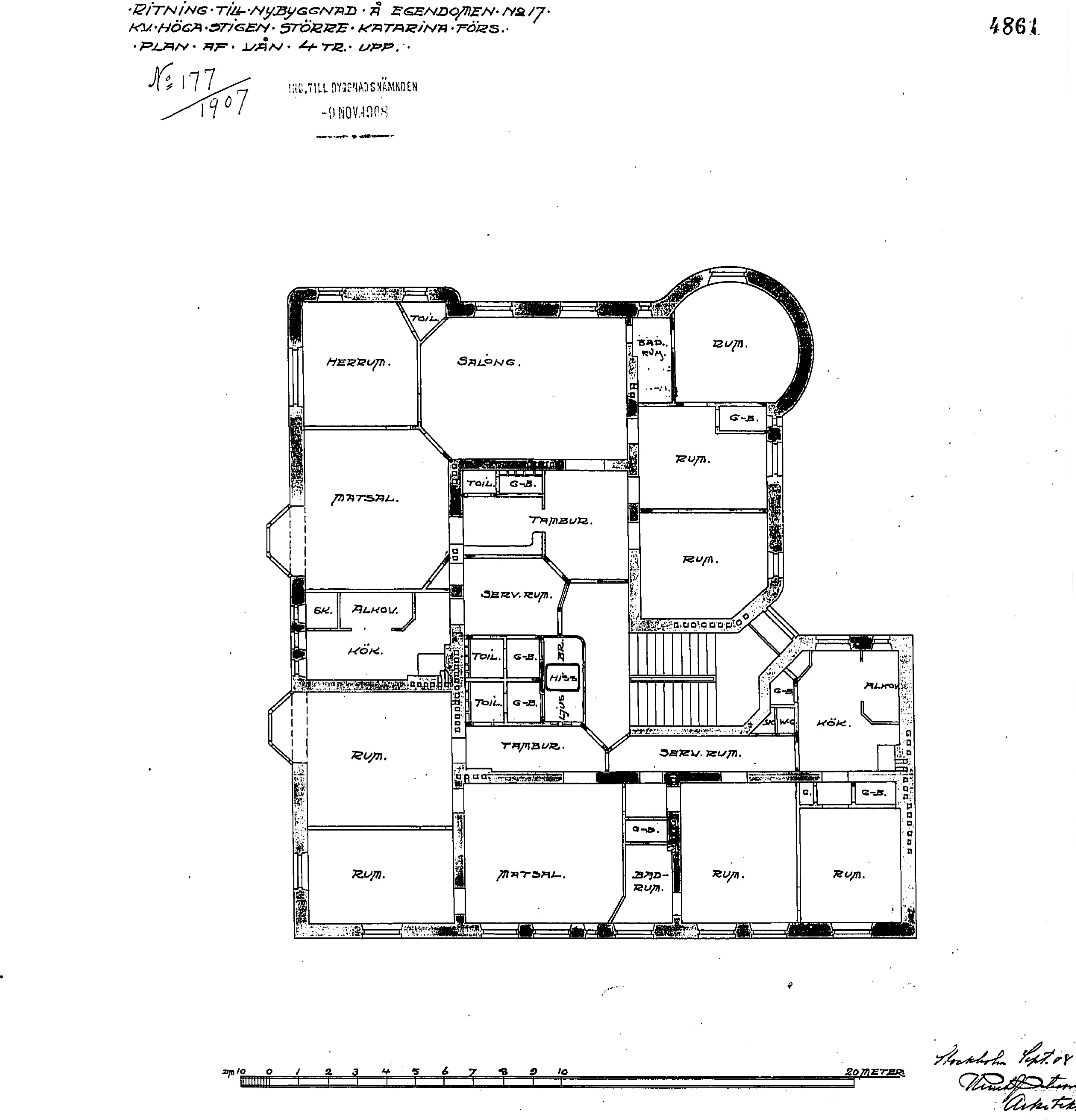
Våning 4 trappor.
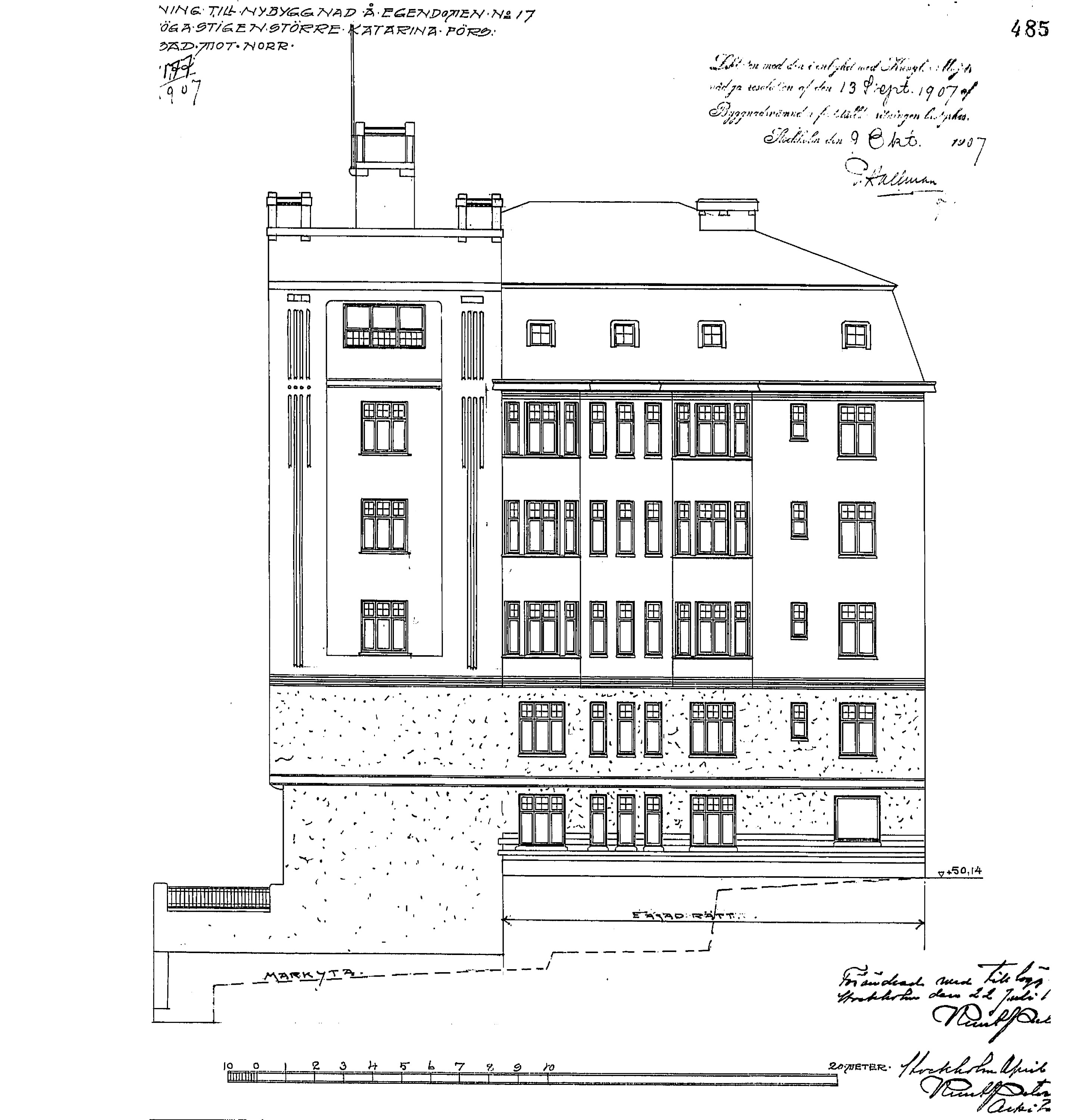
Fasad mot norr.
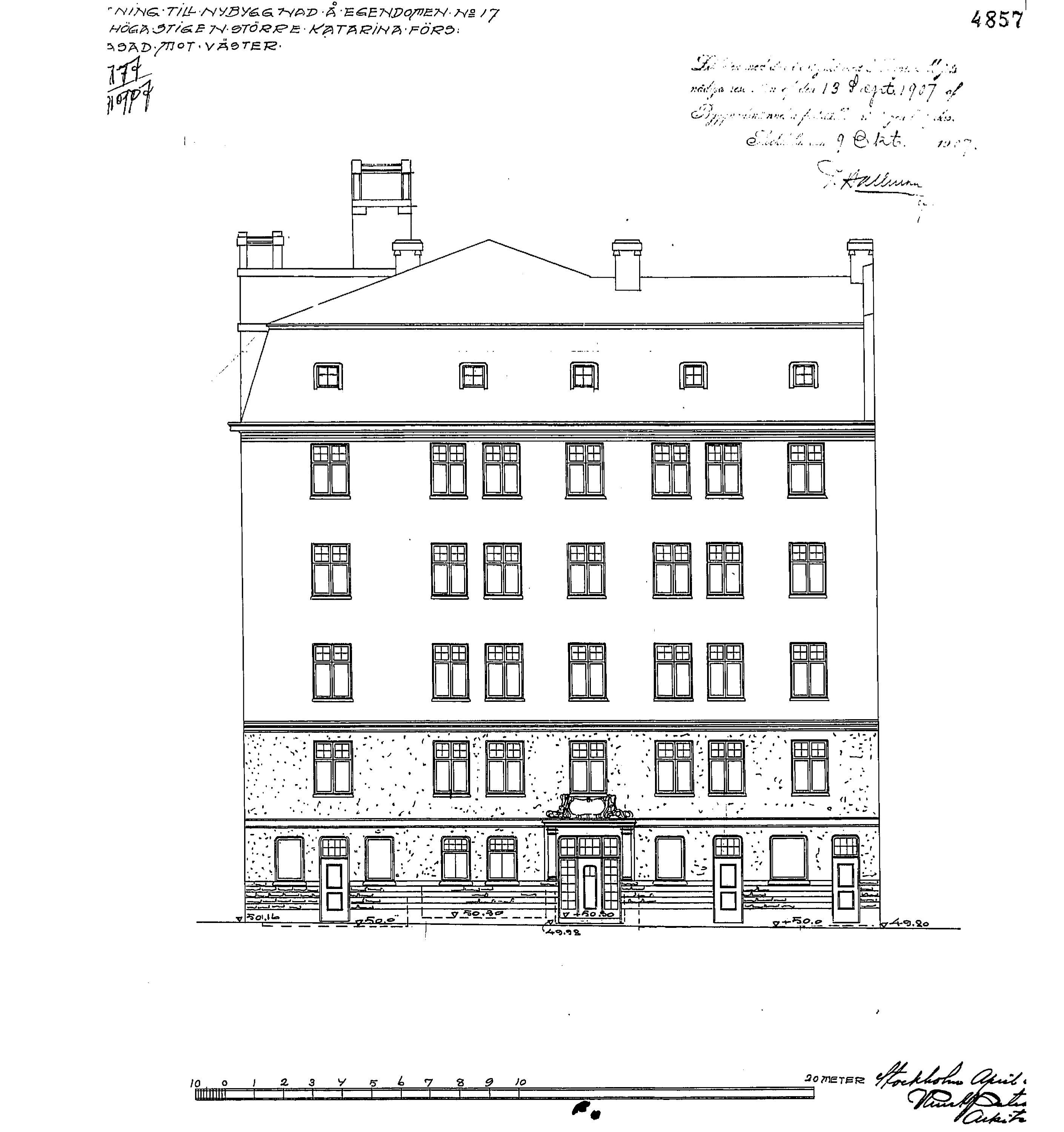
Fasad mot väster.
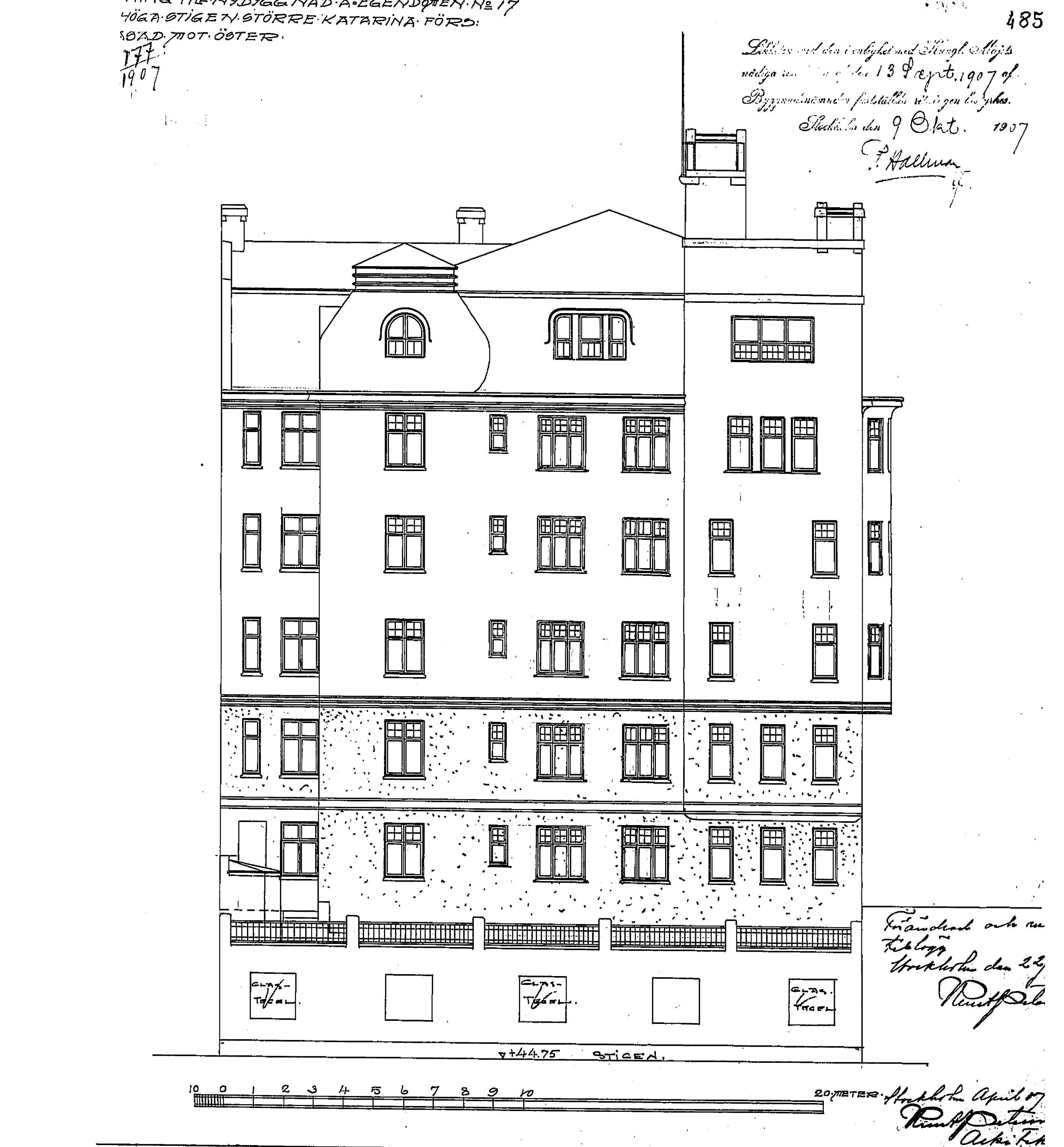
fasad mot öster.

## Stadsplanedebatt

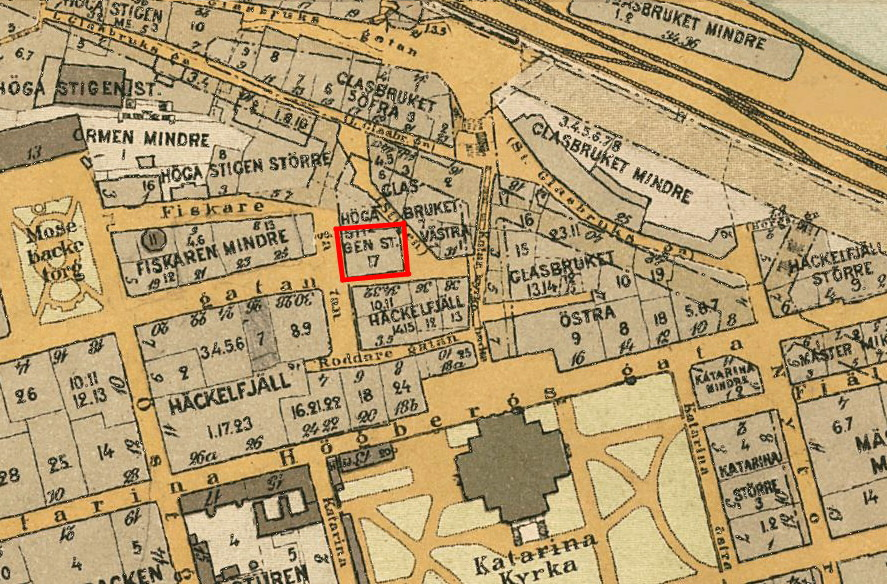
Trakten norr om Katarina kyrka med fastigheten Höga stigen större 17 och planerade gaturegleringar, 1909

Huset väckte en livlig stadsplanedebatt då det från vissa håll skymde Katarina kyrka. Trakten kring Katarinaberget och Katarina kyrka befann sig vid sekelskiftet 1900 i en omfattande omvandling. En stadsplan från 1890 medgav gaturegleringar och ny bebyggelse i en helt annan skala än de gamla trähusen som fanns här sedan 1700-talet. Katarinavägen sprängdes fram och lämnade ett djupt sår efter sig. De grönskade sluttningarna med sina idylliska trähus har ersatts af en rå, tvärbrant sprängd bergvägg..., skrev Dagens Nyheter i en debattartikel i februari 1908.
Ett av de första husen som i volym och bygghöjd följde stadsplanen från 1890 var nybygget i kvarteret Höga stigen större. Under rubriken "Attentat mot Södermalm" skrev signaturen "Celestin" i Dagens Nyheter 1908 bland annat: ...till sin häpnad och förargelse [ser man] en stor stenlåda till hyreskasern, ett åbäkigt femvåningshus, som brett och skymmande ställt sig i vägen för [Katarina] kyrkans linjeskönhet. Artikeln illustrerades med en vy över Katarinaberget visande "Skandalhuset" där bara kyrkans tornspira kikar fram.
Tack vare samtida protester av bland andra stadsplaneraren Nils Gellerstedt och arkitekterna Ferdinand Boberg och Isak Gustaf Clason fullföljdes stadsplanen från 1890 aldrig fullt ut. Först i stadsplanen (Pl 7670) från 29 december 1982 ströks de sista regleringarna och flera fastigheter Q-märktes. I tillhörande planbeskrivning tydliggjordes att de "konst- och kulturhistoriskt värdefulla byggnader" från 1700- och 1800-talen inom området ingår i ett kulturreservat och får ej förvanskas. I tidigare stadsplaner saknades sådana bestämmelser. I nu gällande stadsplanebestämmelser hänvisades även till Katarinabergsutredningen från 1972 (K 72) som föreslog att "den äldre befintliga bebyggelsen inom området [skulle] bevaras..."
Idag finns många historiska hus kvar och trakten kring Katarina kyrka har, tillsammans med Mariaberget, Åsöberget och Stigberget, den största koncentrationen av bevarad 1700-talsbebyggelse på Stockholms malmar.

## Husets vidare öden
År 1985  inredde KF-Bygg lägenheter på vinden. 1987 ansökte KF-Bygg att ändra vinden till ateljéer, vilket avvisades av stadsbyggnadskontoret. I slutet av 1990-talet höjdes vinden med ytterligare en våning som tillsammans med den befintliga vinden blev till en etagelägenhet 20 rum fördelade på 652 m². Arkitekt för ombyggnaden var Jan Lundqvist arkitekter. Beställare var ägaren, Nybohovs Fastighets AB. Vindsvåningen på Fiskargatan 9 räknas till Sveriges största lägenhet i ett flerbostadshus.  Utöver vindslägenheten finns idag 14 bostäder av varierande storlek mellan 61 m² och 336 m².

## Boende i verklighet och i romanen
Bland de första boende fanns 1909 konstnären Per Collijn. På 1915-talet hade konstnären Einar Jolin en liten ateljé i huset. Från sina fönster hade han en hänförande utsikt över Gamla stan, Skeppsholmen, Strömmen och Stockholms inlopp. I denna ateljé tillkom under åren 1914–1915 några idag berömda och högt skattade Stockholmsvyer.
Till den nybyggda vindslägenheten flyttade 1998 uttagsautomatens uppfinnare Leif Lundblad (ägare till Nybohovs Fastighets AB som då ägde huset). Fram till år 2002 bodde Percy Barnevik här, dock inte i den stora vindslägenheten som romanfiguren Lisbeth Salander enligt Millenniumtrilogin köpt av Barnevik, utan i en mindre lägenhet längre ner i huset. Enligt romanen möblerade Salander bara några få rum och hade namnet ”V Kulla” på dörren, en anspelning på Pippi Långstrumps Villa Villekulla. Fiskargatan 9 är en av stationerna på Stadsmuseets Millenniumvandringar i Stockholm (se även Bellmansgatan 1, romanfiguren Mikael Blomkvists bostad).

## Nutida bilder

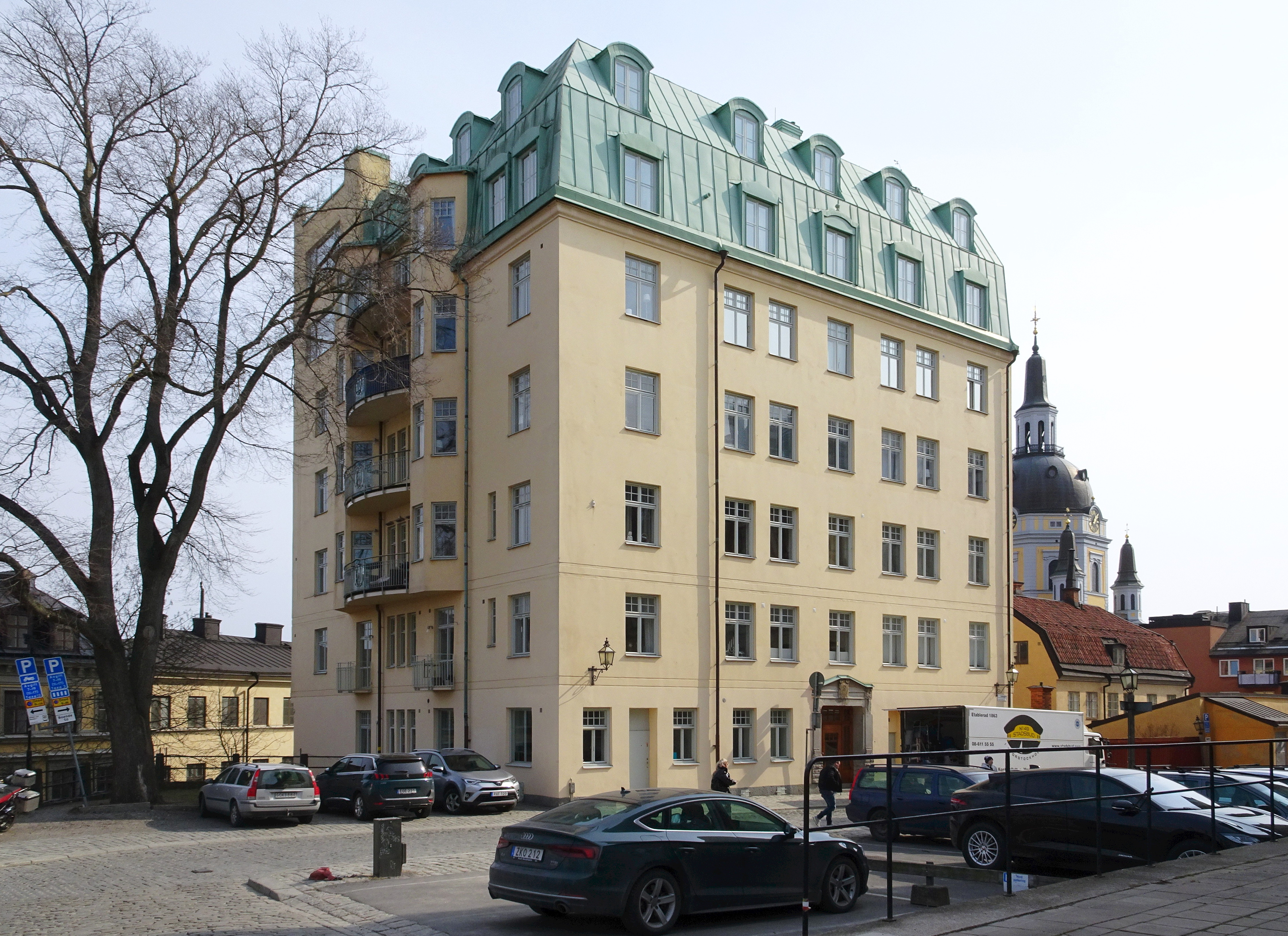
Fasader mot norr och väster.
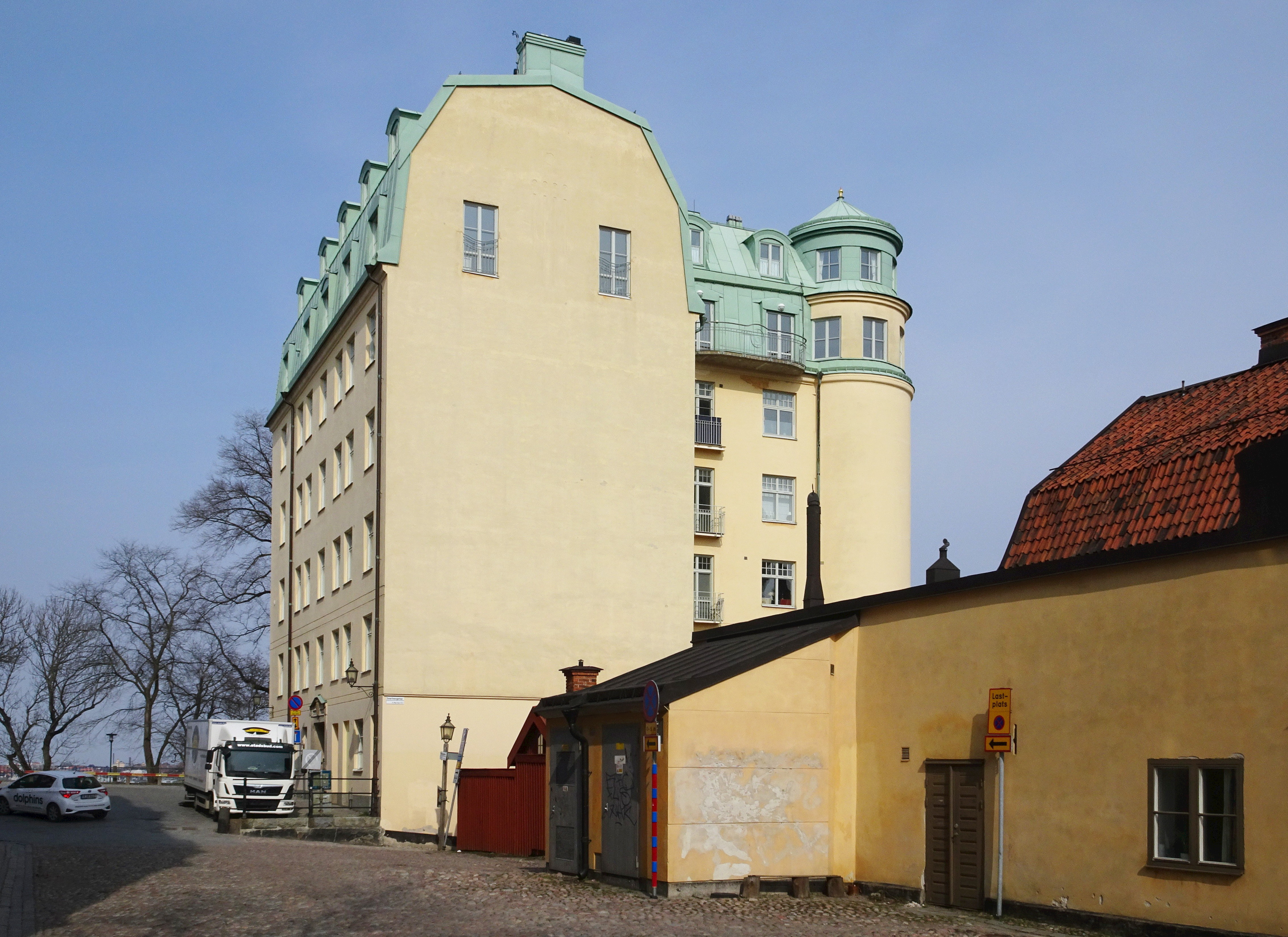
Fasaden mot söder.
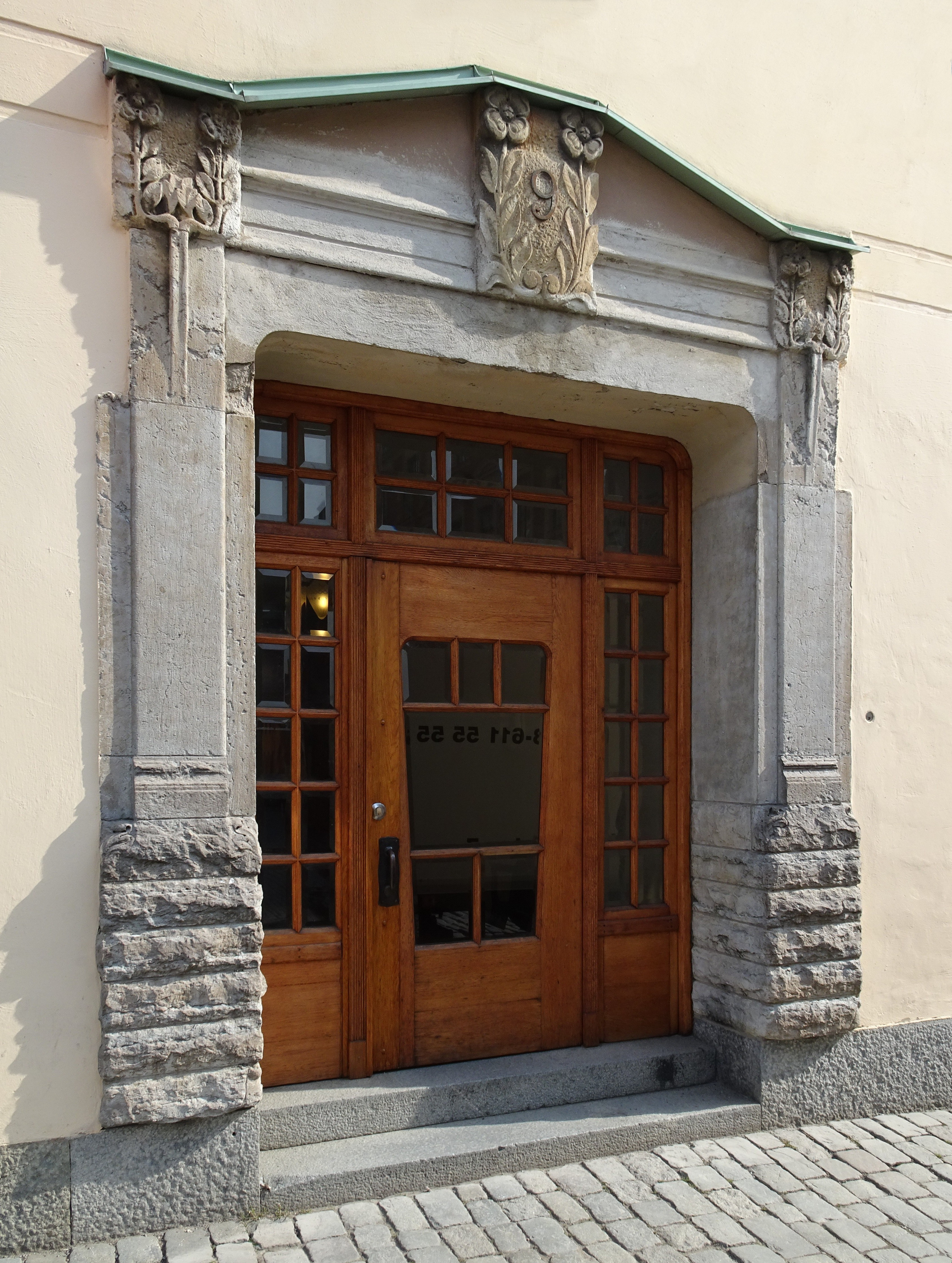
Entréporten Fiskargatan nr 9.
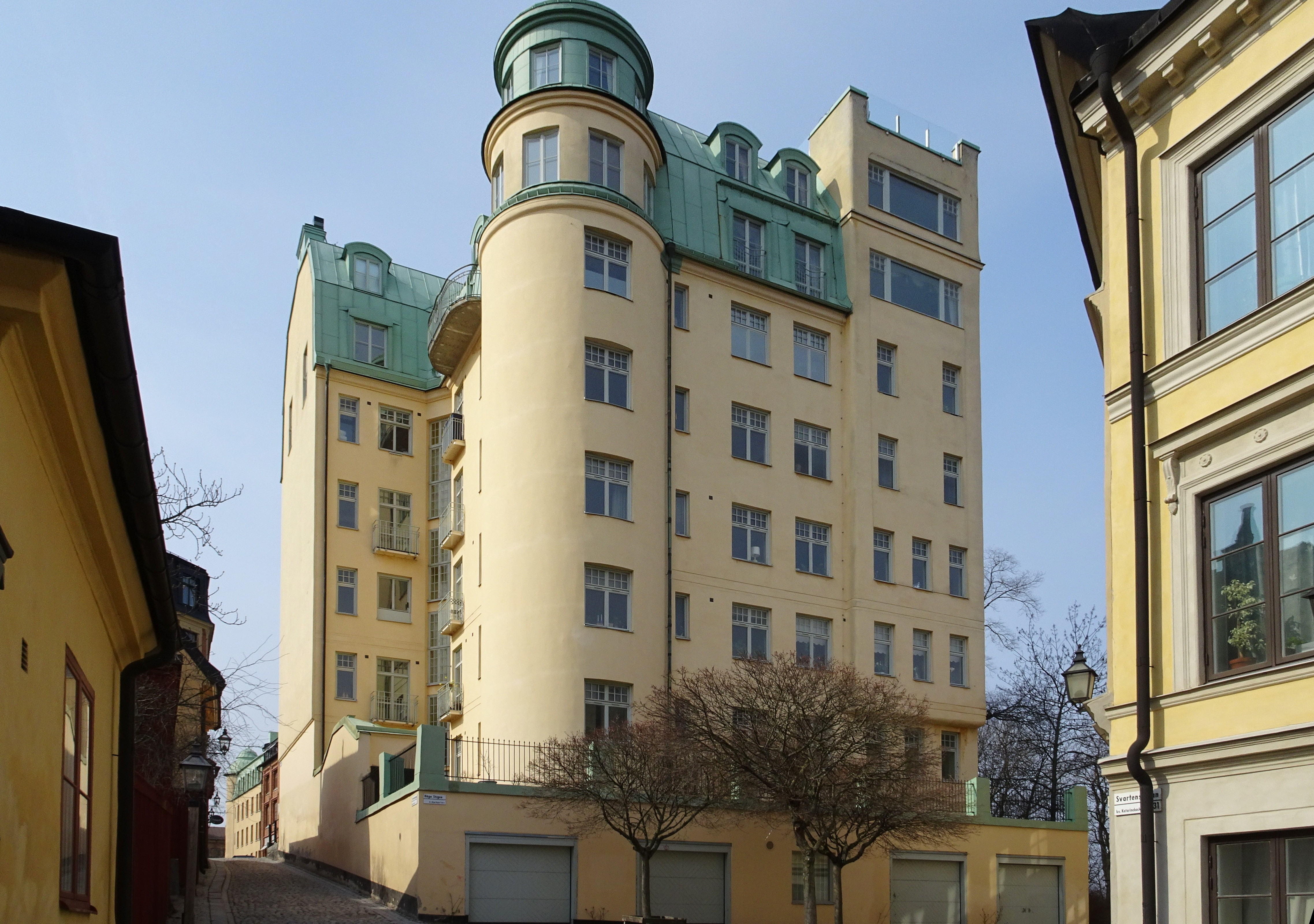
Fasad mot öster.
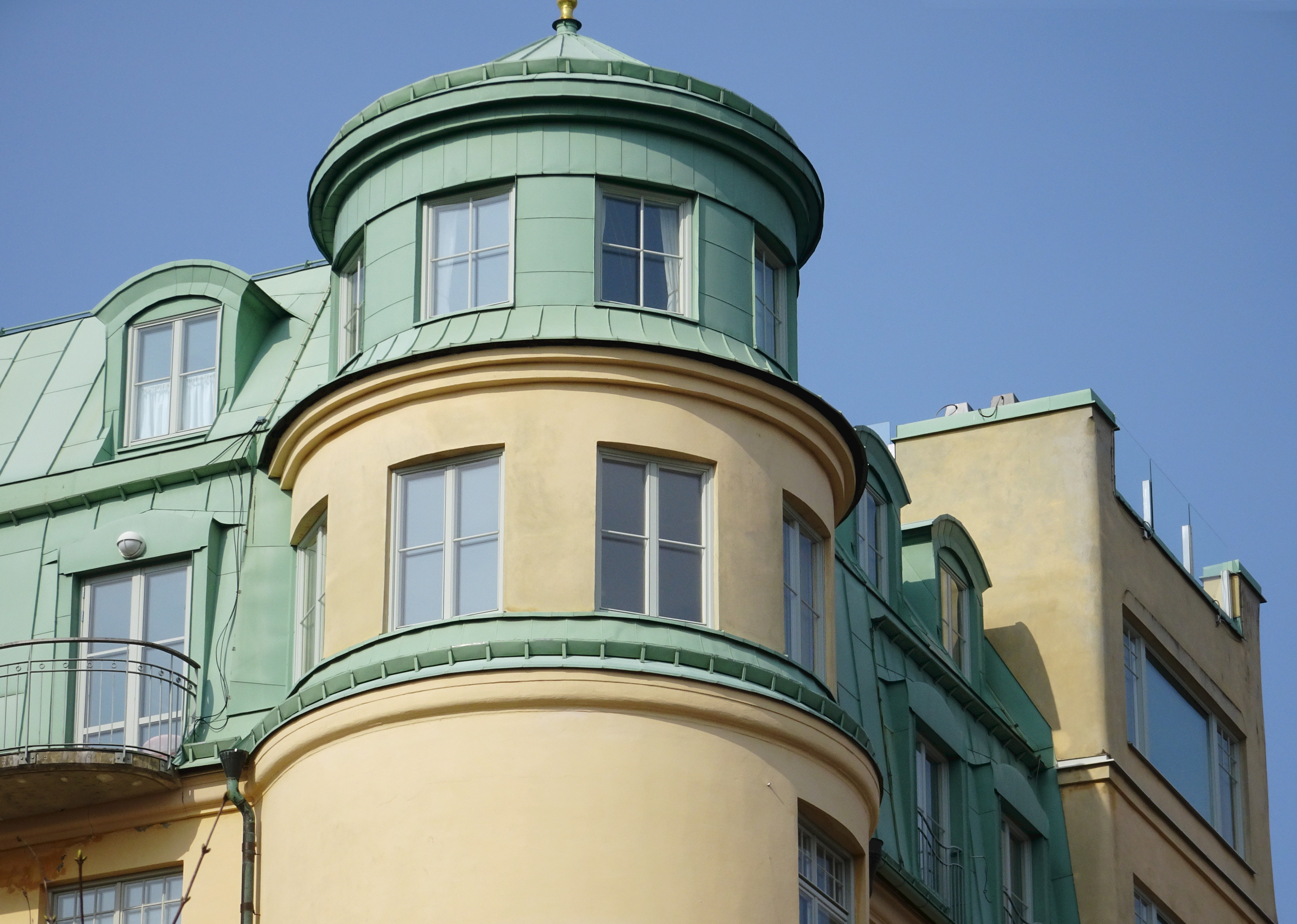
Vindsvåningens tornrum.

## Noter

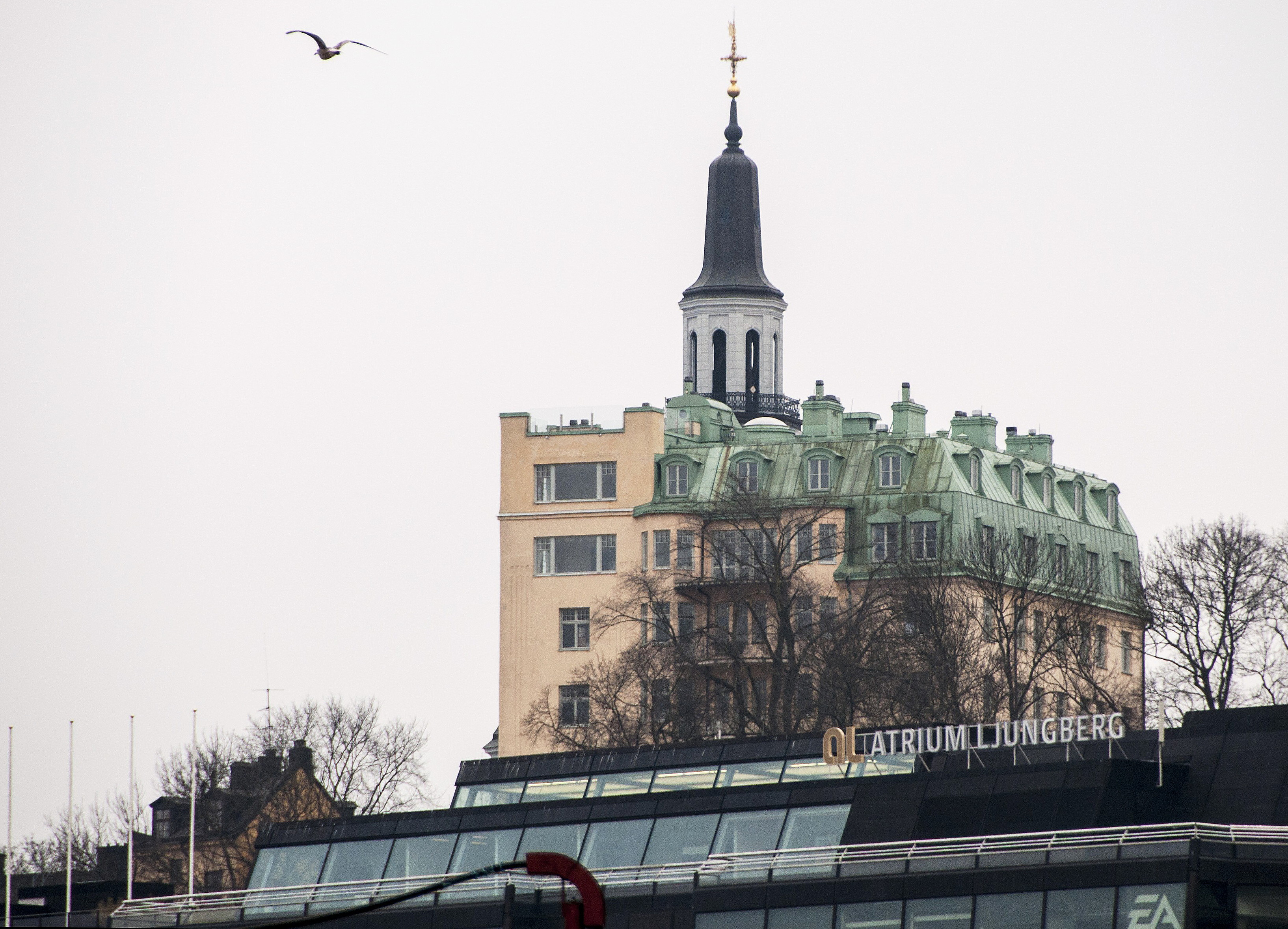
"...ett åbäkigt femvåningshus, som brett och skymmande ställt sig i vägen för kyrkans linjeskönhet" (DN 1908).